# Pothos paiei
Pothos paiei, vrsta biljke penjačice iz porodice kozlačevki, nekada smještena u vlastiti monotipski rod Pedicellarum. P. paiei je endem sa Bornea.

## Sinonimi
- Pedicellarum paiei M.Hotta in Acta Phytotax. Geobot. 27: 61 (1976)